# TVクルトゥーラ
TVクルトゥーラ (ティーヴィークルトゥーラ、TV Cultura) または単にクルトゥーラは、 サンパウロに本社を置くブラジルの無料テレビネットワークで、フンダサオ・パードレ・アンシエタの一部。 教育と文化のテーマに焦点を当てているが、エンターテイメントのオプションとしてスポーツもある。 
2015年に公開されたBBCと英国の8研究所Populusの調査によると、TVクルトゥーラはBBC One  に次いで世界で2番目に高い品質のチャンネル。

## 歴史
クルトゥーラは DiáriosAssociadosとレーデ・デ・Emissoras Associadasも所有するテレビトゥピによって1960年に設立された。 1968年、 サンパウロ州 政府は、アソシアダスからテレビクルトゥーラを購入し、1969年にチャンネルをファンダサン パドレアンシエタ（「父アンシエタ財団」）に寄付。 教育と文化のアジェンダを備えた公共テレビ局であり、サンパウロ州政府の公的投資を受けており、TVクルトゥーラだけでなく、その2つの関連ラジオ放送チャンネルラジオ・クルトゥーラAMおよびラジオ・クルトゥーラFM に対しても知的、政治的、行政的独立を主張している。2020年12月07日、新生TVクルトゥーラが誕生し、新放送開工業で、スマーレに中継局から生放送。

## 番組

### ニュース
- ジョルナル・ダ・クルトゥーラ

### アニメ作品

#### アメリカ作品
- ドーラといっしょに大冒険
- ダグ (ニコロデオン制作)
- ピンクパンサー

#### バンド・デシネ作品
- タンタンの冒険

#### ブラジル作品
- モニカと仲間たち
- ボリスとルフス

### 教育番組作品

#### 日本教育番組作品
- ピタゴラスイッチ (NHK制作)
- 英国一家、日本を食べる (NHK制作)

## 参照資料
1. ↑  https://exame.abril.com.br/estilo-de-vida/tv-cultura-tem-2a-melhor-programacao-do-mundo-diz-pesquisa/
2. ↑  “International Perceptions of TV Quality”.   BBC. 2019年8月20日閲覧。